# Xiongan
Xiongan of Xiong'an (Chinees: 雄安新区, Pinyin: Xióng’ān Xīnqū, Nederlands: Xiong'an Nieuw Gebied) is een nieuw stedelijk gebied in in Baoding, Hebei, China dat gesticht is op 1 april 2017.
Het ligt ongeveer 100 km ten zuidwesten van Beijing. Xiong, Rongcheng en Anxin maken deel uit van Xiongan. De naam is afgeleid van de eerste onderdelen van de namen van twee hiervan: Xiong en Anxin. Het was de bedoeling dat dit nieuwe gebied zou gaan fungeren als een soort tweede hoofdstad naast Beijing omdat minder centrale functies van de hoofdstad hiernaar zouden worden overgedragen. Het opbouwen van dit gebied is wel beschreven als een "grootse strategie die cruciaal is voor de toekomstige millennium" (Chinees: 千年大计), in een circulaire die werd uitgegeven door het centrale comité van de Communistische Partij van China en de Staadsraad van China. Xiongan is een Speciale Economische Zone. Het tijdelijke overheidskantoor van Xiongan is gevestigd in een hotel in Rongcheng. Sinds de aankondiging van dit nieuwe gebied zijn de prijzen van onroerend goed enorm gestegen omdat veel kapitaal uit onder meer Beijing hierin geïnvesteerd werd. Hierdoor heeft de plaatselijke overheid tijdelijk de aankoop van onroerend goed stopgezet. Volgens een interview met een vooraanstaande beambte in People's Daily wordt het model van volkshuisvesting in dit gebied mogelijk gebaseerd op dat in Singapore.

## Geschiedenis
De leider van China, Xi Jinping, vertelde in juli 2014 aan de toenmalige minister van Financiën van de Verenigde Staten, Henry Paulson, dat het de bedoeling was dat een aantal van de administratieve taken en functies van Beijing naar Xionang zouden worden verhuisd, en dat dit idee zijn "eigen persoonlijk initiatief" was geweest. Dit werd neergelegd in Paulsons memoires Dealing with China.